# Marenzelleria
Marenzelleria é um género de anelídeos (Annelida) pertencente à família Spionidae, que agrupa um conjunto de espécies notáveis pelo efeito de bioturbação em fundos lamacentos e pouco oxigenados de estuários e mares pouco profundos.

## Descrição
O género Marenzelleria, descrito por Félix Mesnil em 1896, pode ser reconhecido pelas seguintes características: prostomium com a região anterior amplamente arredondada; brânquias do primeiro segmento em escova e mais ou menos fundidas com os lóbulos postsetais dorsais; ganchos em ambos os notopódios e neuropódios dos segmentos posteriores. São vermes grandes, com cerca de 10 a 12 centímetros de comprimento, com um corpo encapsulado de 250 segmentos. A cabeça relativamente pouco desenvolvida, em forma de cunha ou triangular, tem 0-4 olhos pequenos. Dois tentáculos sensoriais finos e longos emergem dos lados da cabeça, que se quebram facilmente; no topo da cabeça há duas saliências mais curtas que lembram orelhas de lebre. A cor dos animais pode variar do vermelho ao verde ou castanho.
São organismos monóicos que se reproduzem apenas assexuadamente; o desenvolvimento da larva em adulto leva de 4 a 12 semanas, dependendo da temperatura da água.Tornam-se sexualmente maduros com um ano de idade e vivem até cerca de três anos de idade. Como as larvas da maioria dos outros anelídeos, no estágio larval nadam livremente na água. As larvas de Marenzelleria viridis requerem uma salinidade de pelo menos 5 ppm para atingirem o estado adulto.
As espécies do género Marenzelleria são vermes marinhos que vivem em sedimentos lamacentos em estuários e outros habitats costeiros de águas calmas e pouco oxigenadas, sendo em geral encontradas em águas salobras pouco profundas, por vezes na zona entremarés, em fundos de lodos macios e pouco consolidados. As espécies de Marenzelleria escavam túneis nos sedimentos do fundo, misturando-os por bioturbação. O seu alimento consiste em fitoplâncton morto, algas que vivem no fundo e outros materiais orgânicos ali depositados, escavando os sedimentos superficiais até 20 a 40 cm de profundidade. Podem viver em áreas com muito baixo teor de oxigénio dissolvido. A sua participação em comunidades bentónicas de fundos com elevada oxigenação é muito reduzida.
As populações de Marenzelleria pode atingir em grandes densidades. Na costa da Polónia foram recolhidos dados sobre densidades, encontrando-se nalguns casos até 30 000 indivíduos por metro quadrado. Através do impacto da bioturbação provocada por Marenzelleria nos sedimentos do fundo, a sua capacidade de reter fósforo diminui e pode assim agravar a situação de eutrofização no Mar Báltico.
O género tem distribuição nas águas costeiras das regiões temperadas e frias do Hemisfério Norte. Algumas espécies de Marenzelleria são invasoras em águas costeiras do norte da Europa. O primeiro espécime no Mar Báltico foi descoberto em 1985 e em 1992 um espécime foi descoberto ao largo de Helsingborg, sendo provável que o género tenha se disperse com a água de lastro de navios de longa distância.
A dificuldade em distinguir morfologicamente as espécies levou a que o grupo fosso considerado um complexo específico. São conhecidas as seguintes espécies:
- Marenzelleria arctia (Chamberlin, 1920)
- Marenzelleria bastropi Bick, 2005
- Marenzelleria neglecta Sikorski & Bick, 2004 (do Báltico)
- Marenzelleria viridis (Verrill, 1873)
- Marenzelleria wireni Augener, 1913

Espécies consideradas sinónimos taxonómicos:
- Marenzelleria jonesi Maciolek, 1984 → Marenzelleria viridis (Verrill, 1873)

## Galeria

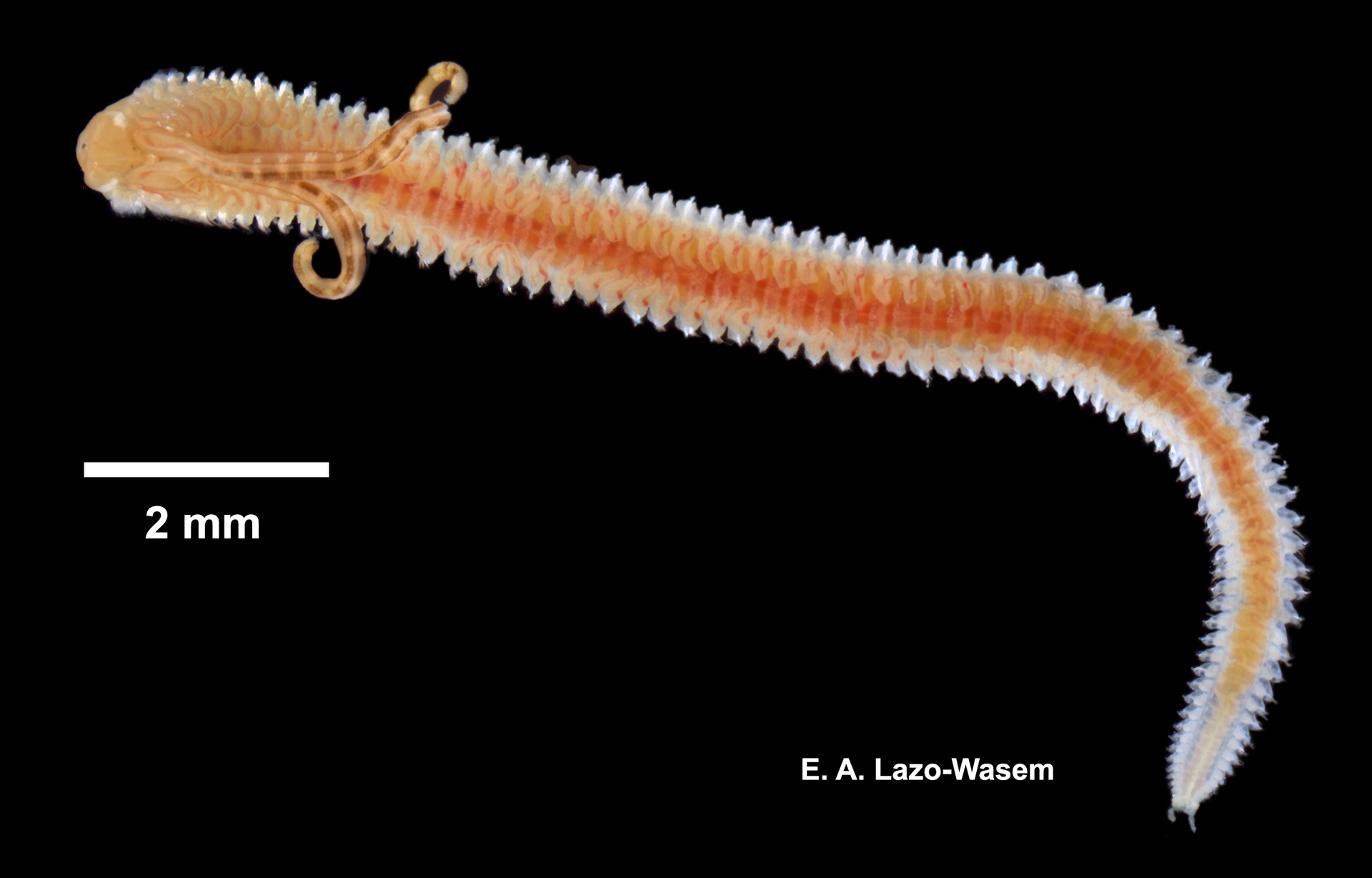
Marenzelleria viridis (Verrill, 1873).
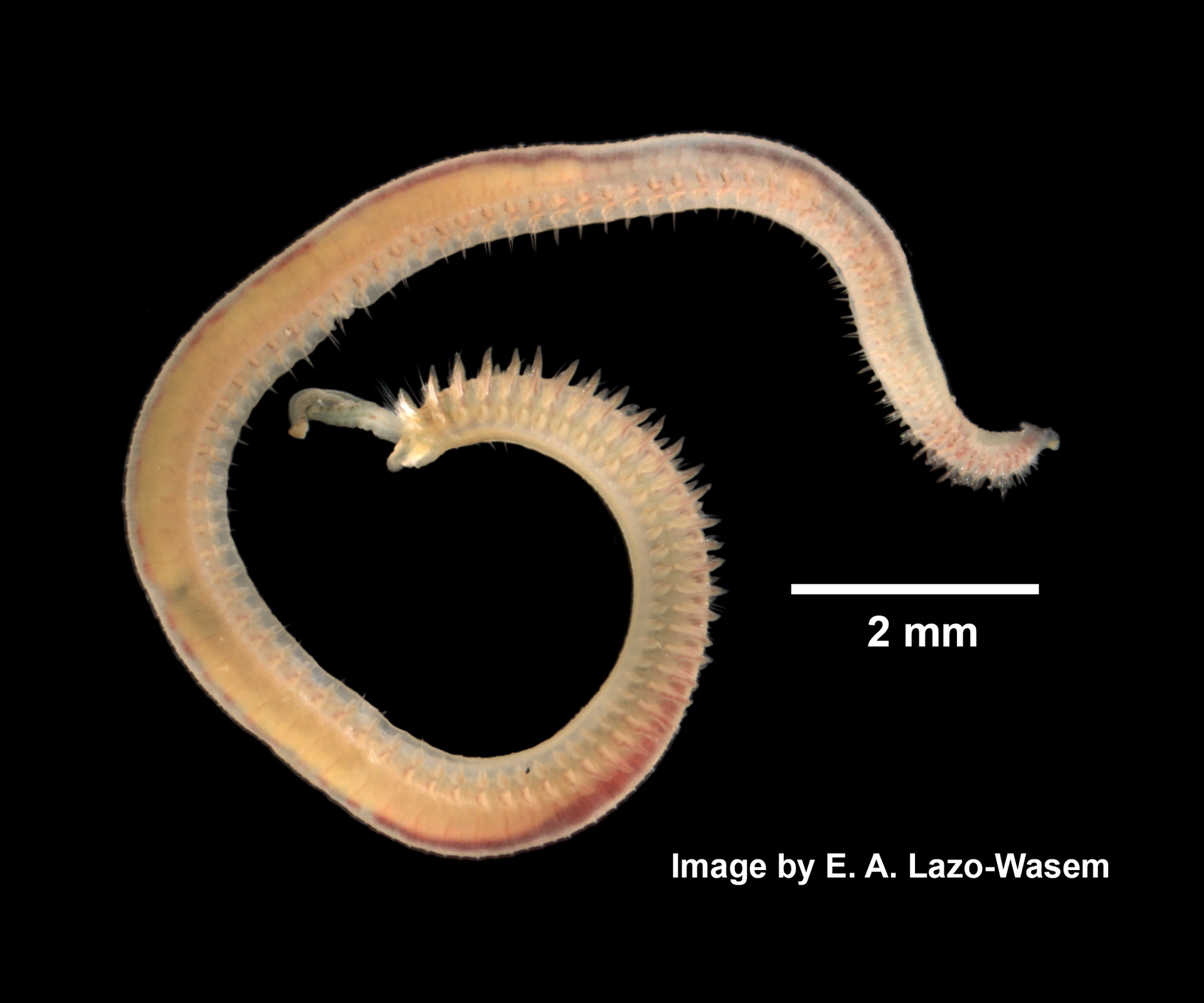
Marenzelleria viridis (Verrill, 1873).
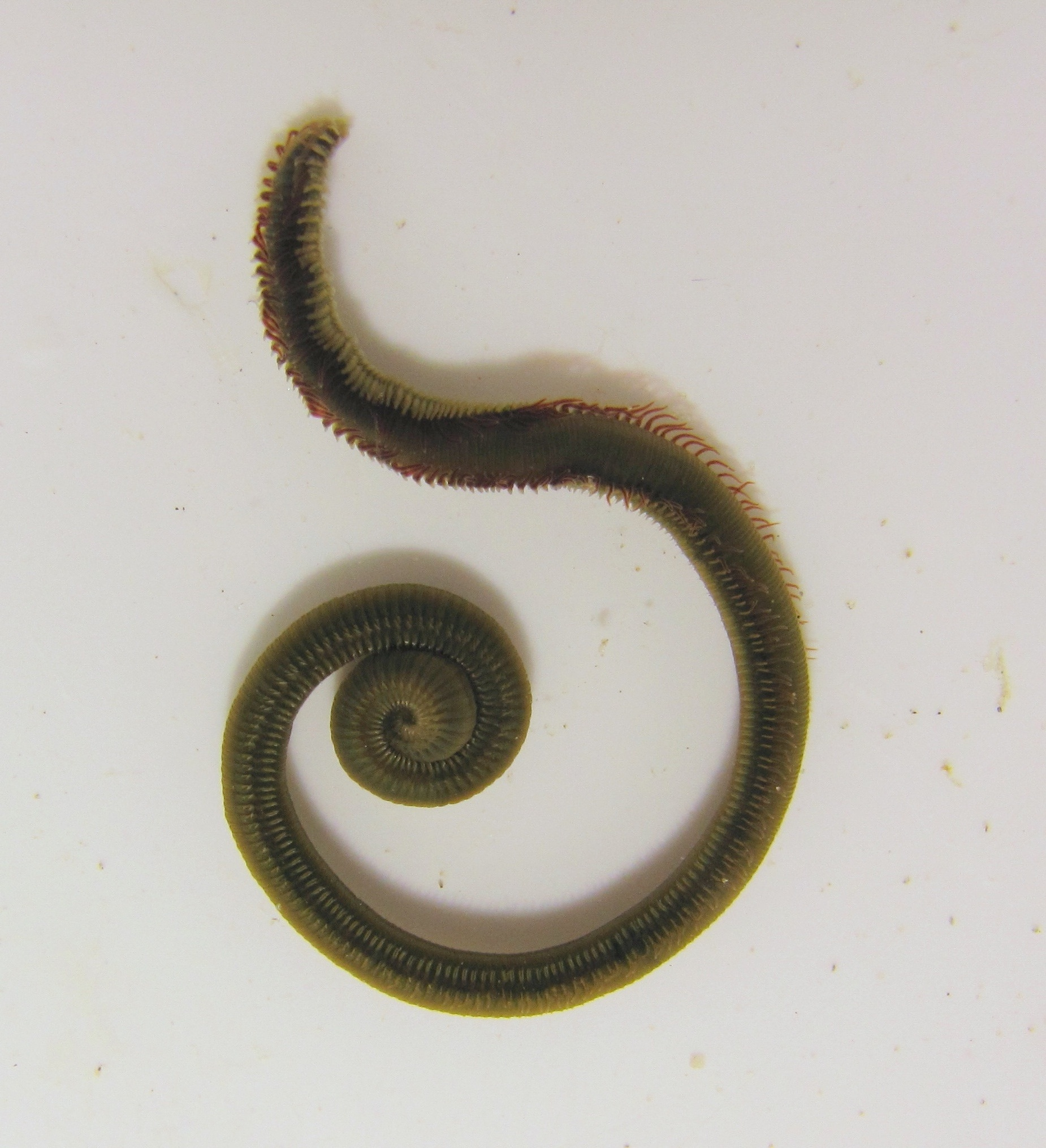
Marenzelleria viridis (Verrill, 1873).
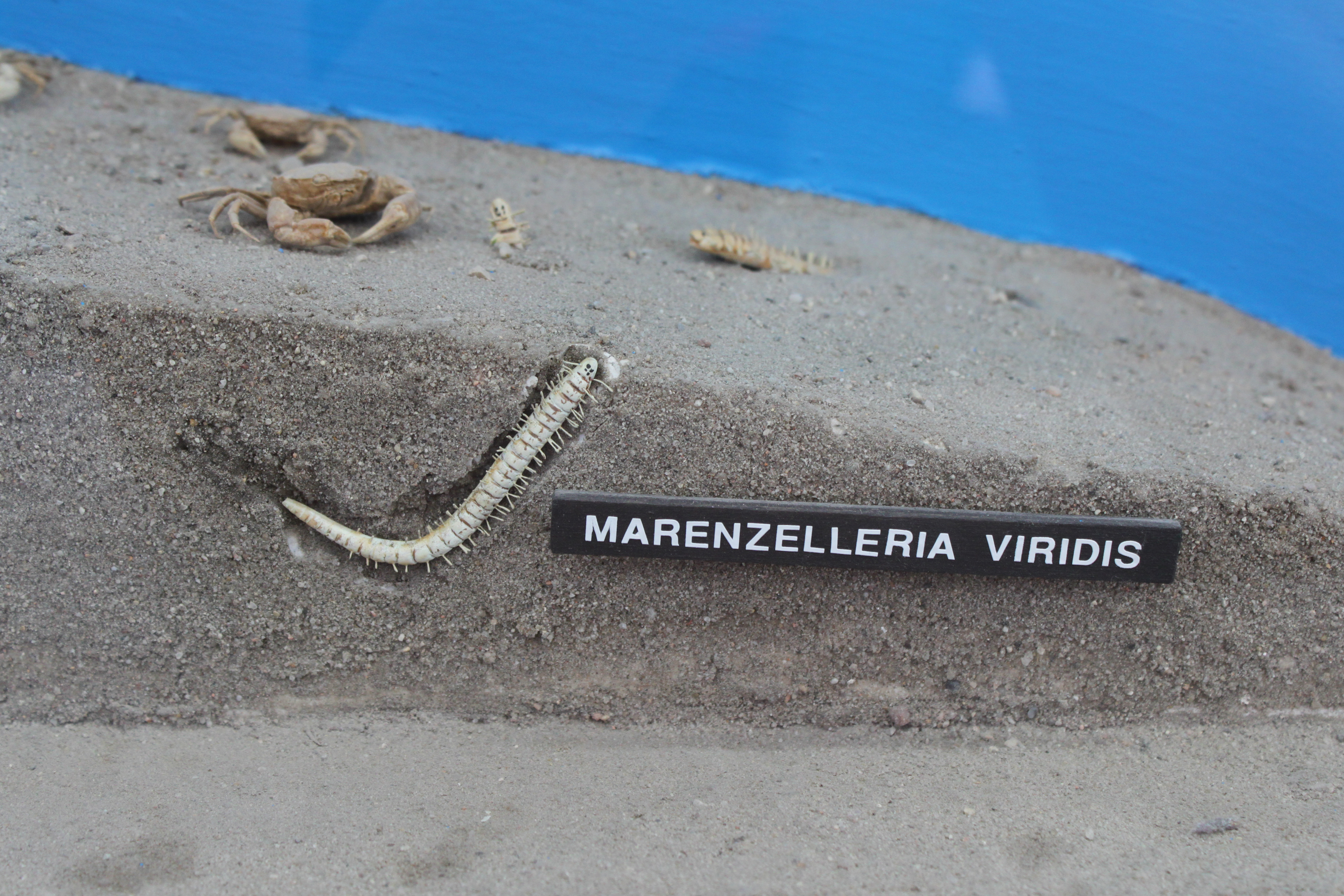
No Aquário de Gdansk.